# Grant (Iowa)
Grant é uma cidade localizada no estado americano de Iowa, no Condado de Montgomery.

## Demografia
Segundo o censo americano de 2000, a sua população era de 102 habitantes.
Em 2006, foi estimada uma população de 97, um decréscimo de 5 (-4.9%).

## Geografia
De acordo com o United States Census Bureau tem uma área de
1,9 km², dos quais 1,9 km² cobertos por terra e 0,0 km² cobertos por água. Grant localiza-se a aproximadamente 349 m acima do nível do mar.

## Localidades na vizinhança
O diagrama seguinte representa as localidades num raio de 20 km ao redor de Grant.